# Landkreis Vulkaneifel
Landkreis Vulkaneifel är ett distrikt i Rheinland-Pfalz, Tyskland. Distriktet hette till den 31 december 2006 Landkreis Daun.

## Infrastruktur
Genom distriktet går motorvägen A1.